# Oude Pomp (Hillegom)

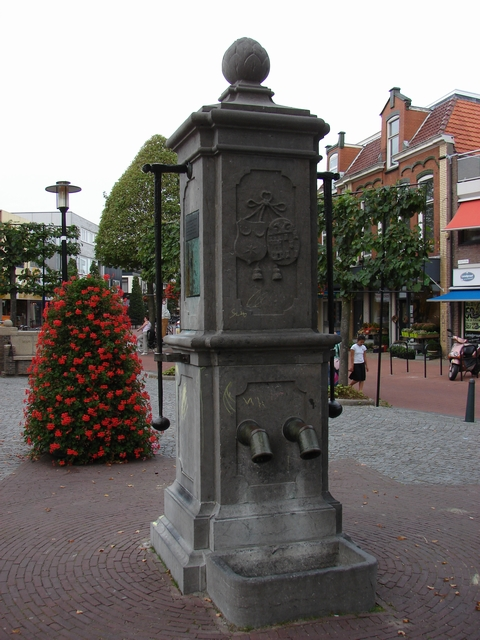
De Oude Pomp

De Oude Pomp is een 18e-eeuwse dorpspomp in de plaats Hillegom, in de  Nederlandse provincie Zuid-Holland. 
De pomp werd in 1740 aan het dorp geschonken door Jan Six, de Heer van Hillegom en zijn vrouw Van den Bempen. Nadat Hillegom de beschikking kreeg over waterleiding raakte de pomp buiten gebruik. In 1982 werd de inmiddels vervallen pomp gerestaureerd, maar functioneert niet meer, de smeedijzeren hendels zijn vastgezet.
De natuurstenen pomp wordt gesierd met gebeeldhouwde wapenschilden van de families Six en Van den Bempen. Bovenop staat een pijnappel. De Oude Pomp is een rijksmonument.